# Cimetière juif du typhus de Havlíčkův Brod

Le cimetière juif du typhus (tchèque : Židovský tyfový hřbitov,allemand : Jüdischer Typhusfriedhof)à Havlíčkův Brod dans le district de Havlíčkův Brod est un cimetière juif en République tchèque.Il a été créé en 1917 et utilisé comme cimetière de réfugiés jusqu'à la fin de la Première Guerre mondiale. 86 mazewot (de) ont été conservées.

## Situation
Le cimetière du typhus se trouve à deux kilomètres et demi au nord du centre-ville de Havlíčkův Brod, dans les champs à l'ouest de la Silnice I/38 (de) près de Kotlasův Dvůr (de). 500 m au sud se trouve le nouveau cimetière municipal.

## Histoire
Pendant la Première Guerre mondiale, la rue Rozskošská - à l'emplacement de l'actuelle clinique psychiatrique - abritait un grand nombre de baraquements pour les réfugiés, principalement juifs, des régions en guerre de Galicie et de Bucovine. En raison des conditions d'hygiène insuffisantes dans le camp de réfugiés, qui comptait jusqu'à 9000 personnes, le typhus s'est déclaré et de nombreux enfants ont contracté une épidémie de scarlatine et de rougeole. Le petit cimetière juif situé à la périphérie de Deutschbrod (Havlíčkův Brod s'appelait ainsi  avant 1945) n'offrait aucune possibilité d'enterrer les nombreux morts du camp.
En 1917, le cimetière juif du typhus a été aménagé à l'extérieur de la ville, derrière le nouveau cimetière, aux frais du Landesausschuss. Le terrain du cimetière de 25 × 25 m fut entiuré d'une clôture en bois et ensemencé  d'espèces d'arbres à grand développement, entrecoupées d'arbres d'ornement plus petits. Au centre se trouvait une petite maison de cimetière. Jusqu'à la fin de la guerre, environ 400 personnes furent enterrées dans le cimetière. Après le retour des réfugiés dans leur pays, le cimetière a été fermé.
Pendant la Première République tchécoslovaque, le cimetière était entretenu par la petite communauté juive de Deutschbrod.
Après l'Holocauste, le cimetière a été abandonné à lui-même pendant près de 60 ans ; la clôture s'est effondrée, les chemins d'accès ont été labourés. Les trois quarts des mazewot disparurent. Il ne reste que quelques mazewot simples, sur lesquelles sont gravés les noms et les origines des défunts en hébreu et parfois en latin. En 2004, des travaux de réparation et de remise en état ont été entrepris. Les deux cimetières juifs de Havlíčkův Brod sont gérés par la société Matana AG.

## Galerie

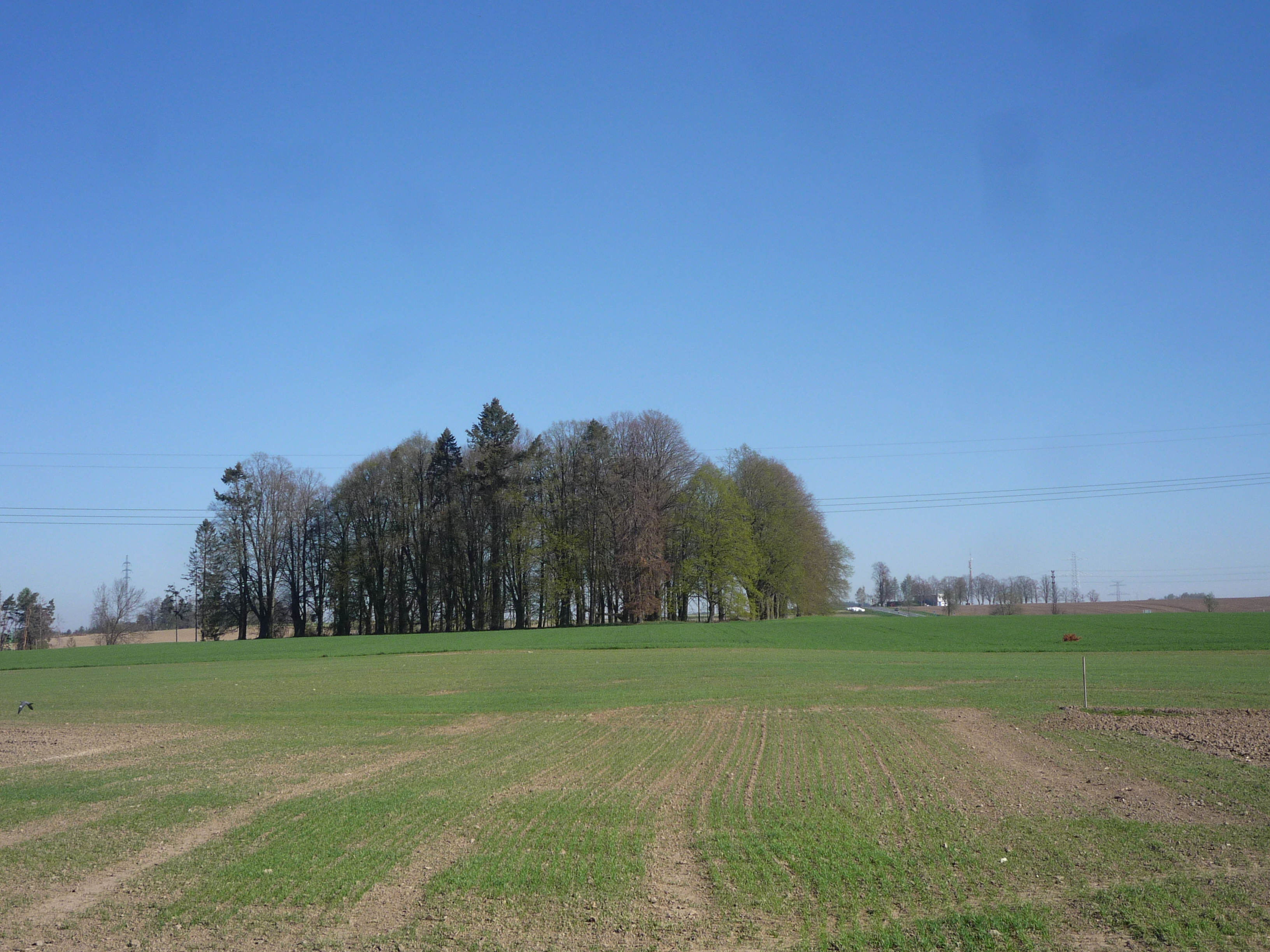
Le cimetière vu de loin
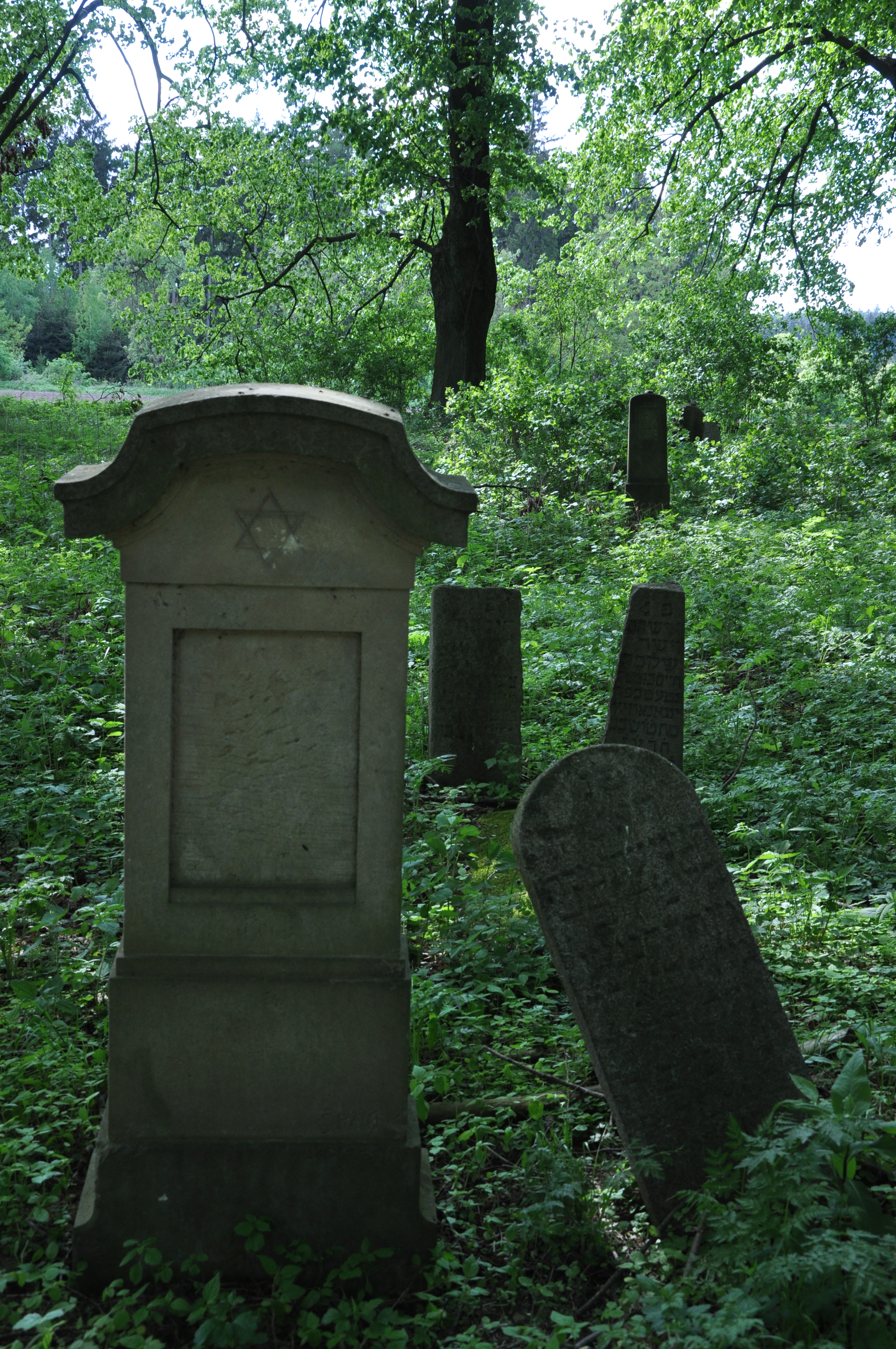
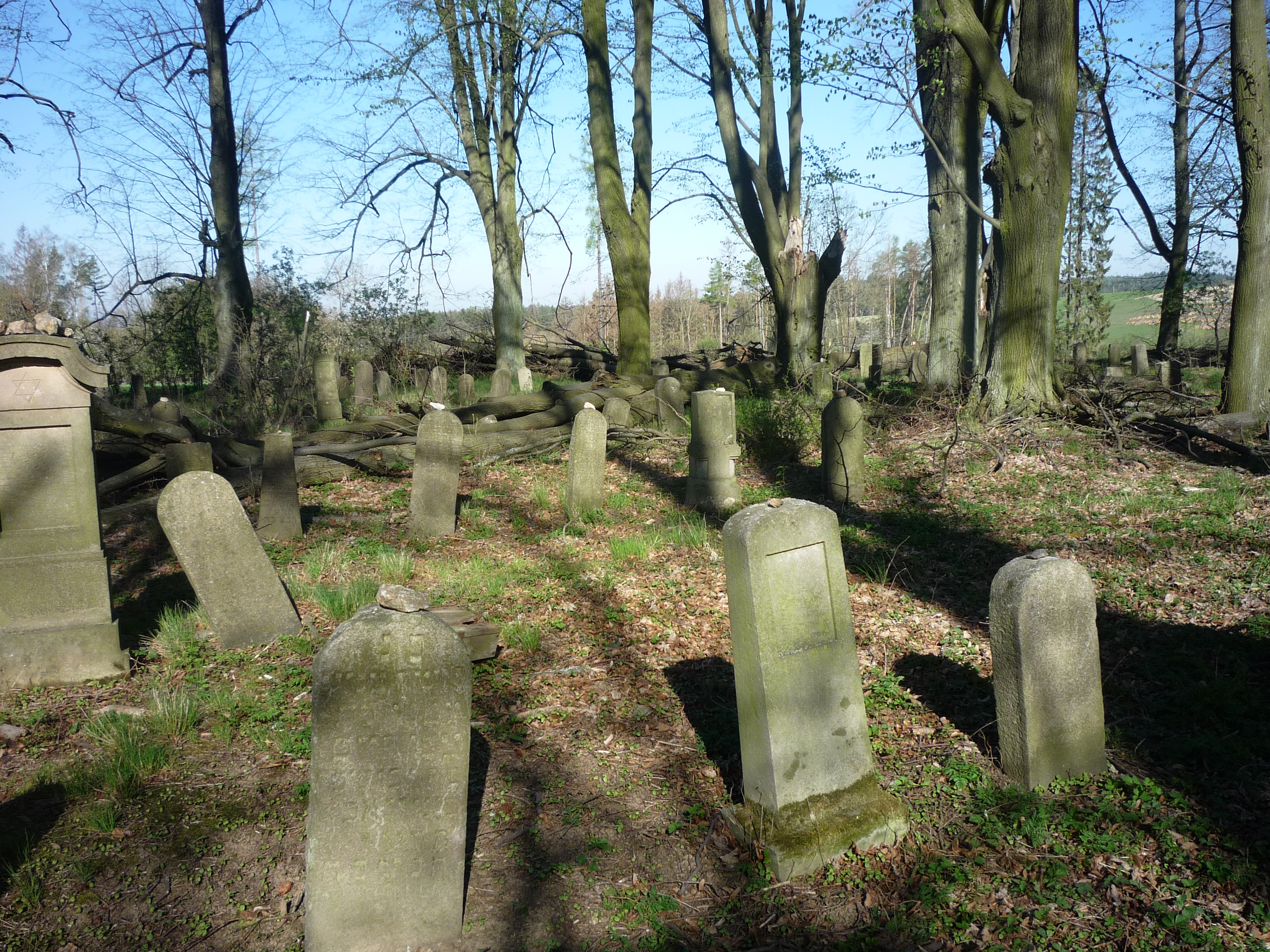